# Château de la Queyrelle
Le château de la Queyrelle est une maison de maître, datant du XVIIIe siècle, situé à Montfavet, quartier d'Avignon, dans le Vaucluse.

## Historique
Le domaine est partiellement inscrit au titre des monuments historiques, depuis le 27 juin 1996. Sa construction date de 1774, à l'initiative du le marchand de soie avignonnais Jean-Jacques Queyreau. En 1893, le domaine est acquis par la famille de l'archéologue Fernand Benoit.